# Бо (язык)
Бо (ака-бо, также известен как ба или бо) — один из языков коренных андаманцев, относящийся к андаманской семье языков. Язык бо был распространён в Индии, на Андаманских островах и относился к языкам «больших андаманцев». Последняя носительница языка умерла в 2010 году. Женщине по имени Боа было 85 лет.

## История
Первоначальная численность племени Бо к 1858 году оценивалась в 200 человек. Однако колониальные власти обнаружили их только позже, в ходе работ, приведших к переписи населения 1901 года. Как и другие андаманцы народов, Бо были уничтожены в ходе колониальных и пост-колониальных времен, от болезней, алкоголя, опиума и потери территорий. Перепись 1901 года зафиксировала всего 48 человек. Переписчикам сказали, что эпидемия пришла из соседних племен Кари и Кора, и Бо прибегли к убийству всех своих соплеменников, у которых проявились симптомы. В 1911 году их число возросло до 62, но затем сократилось до 16 в 1921 году и только до 6 в 1931 году.
В 1949 году все оставшиеся Бо были переселены вместе со всеми остальными выжившими Великими андаманцами в резервацию на «острове Блафф». В 1969 году их снова перевезли в резервацию на острове Стрейт.
К 1980 году только трое из 23 выживших Великих андаманцев утверждали, что принадлежат к племени Бо. К 1994 году их число выросло до 15 (из 40).
Однако после переселений племенная идентичность стала в значительной степени символической. К 2006 году культурная и языковая самобытность племени практически исчезла из-за смешанных браков и других факторов. Последняя носительница языка Бо, женщина по имени Боа старшая, умерла в возрасте 85 лет в конце января 2010 года.